# Babīte kommun
Babītes Novads (lettiska: Babītes novads) var en kommun i Lettland. Den låg i den centrala delen av landet, 22 km väster om huvudstaden Riga. Antalet invånare var 8 865.
2021 slogs kommunen samman med Mārupe kommun.
Följande samhällen fanns i Babītes Novads:
- Piņķi